# Грисвуд (Айова)
Грисвуд (англ. Griswold) — місто (англ. city) в США, в окрузі Кесс штату Айова. Населення — 994 особи (2020).

## Географія
Грисвуд розташований за координатами 41°14′3″ пн. ш. 95°8′21″ зх. д. / 41.23417° пн. ш. 95.13917° зх. д. (41.234296, -95.139278).  За даними Бюро перепису населення США в 2010 році місто мало площу 1,59 км², уся площа — суходіл.

## Демографія
Згідно з переписом 2010 року, у місті мешкало 1036 осіб у 445 домогосподарствах у складі 278 родин. Густота населення становила 650 осіб/км².  Було 507 помешкань (318/км²).
Расовий склад населення:
| - 97,5 % — білих - 1,0 % — чорних або афроамериканців - 0,3 % — корінних американців - 0,1 % — азіатів |

До двох чи більше рас належало 0,9 %. Частка іспаномовних становила 1,1 % від усіх жителів.
За віковим діапазоном населення розподілялося таким чином: 23,7 % — особи молодші 18 років, 51,6 % — особи у віці 18—64 років, 24,7 % — особи у віці 65 років та старші. Медіана віку мешканця становила 44,9 року. На 100 осіб жіночої статі у місті припадало 84,0 чоловіків;  на 100 жінок у віці від 18 років та старших — 82,9 чоловіків також старших 18 років.
Середній дохід на одне домашнє господарство  становив 53 150 доларів США (медіана — 43 696), а середній дохід на одну сім'ю — 58 375 доларів (медіана — 45 556). Медіана доходів становила 45 625 доларів для чоловіків та 30 833 долари для жінок. За межею бідності перебувало 16,0 % осіб, у тому числі 21,8 % дітей у віці до 18 років та 3,7 % осіб у віці 65 років та старших.
Цивільне працевлаштоване населення становило 553 особи. Основні галузі зайнятості: освіта, охорона здоров'я та соціальна допомога — 23,0 %, виробництво — 12,3 %, роздрібна торгівля — 10,3 %, мистецтво, розваги та відпочинок — 8,9 %.